# سلفکسینگ
سلفکسینگ (به آلمانی: Zwölfaxing) یک منطقهٔ مسکونی در اتریش است که در ناحیه وین-اومگه‌بونگ واقع شده‌است. سلفکسینگ ۶٫۷۵ کیلومتر مربع مساحت دارد ۱۶۸ متر بالاتر از سطح دریا واقع شده‌است.